# استاری موست
استاری موست (به بوسنیایی: Stari most) یا پل قدیمی، پلی تاریخی در شهر موستار در کشور بوسنی و هرزگووین است. استاری موست یکی از معروف‌ترین پل‌های قوسی در بوسنی و هرزگوین است.
این پل تاریخی به سال ۱۵۶۶ میلادی توسط امپراتوری عثمانی به روی رودخانهٔ نرتوا ساخته شدهاست.
استاری موست توسط یکی از شاگردان معمار سنان به نام (معمار خیرالدین) طراحی شده‌است.
استاری موست که شهر موستار را به دو بخش غربی و شرقی تقسیم می‌کند در اوایل سال ۱۵۶۶ میلادی ساخته شده بود.
این پل دارای ۴ متر عرض، ۳۰ متر طول و ۲۰ متر ارتفاع نسبت به سطح آب رودخانه بود، و ۲ برج در دو طرف شرقی و غربی پل احداث شده بودند.

## میراث جهانی یونسکو
پل قدیمی استاری موست که در فهرست میراث فرهنگی جهانی یونسکو ثبت شده‌است، در طول قرن‌ها از جنگ‌های بسیاری جان سالم به در برده بود، اما در سال ۱۹۹۳ میلادی بر اثر آتش توپخانه کروات‌ها ویران شد.

## بازسازی
پل قدیمی با سنگ‌های اصلی که در آب رودخانه افتاده و آسیب ندیده بودند و نیز سنگ‌های جدیدی که به شیوه روزگار احداث اولیه آن تراشیده شده بودند، دوباره ساخته شد. هزینه احداث دوباره پل قدیمی موستار ۱۲ میلیون یورو بود.
در مراسم بازگشایی پل قدیمی موستار بیش از ۲۰۰ نفر از چهره‌های برجسته جهان از ۵۲ کشور به شهر موستار در جنوب بوسنی آمده بودند تا شاهد احیای دوباره نماد بوسنی و هرزگووین باشند.
«استاری موست» پل قدیمی بالکان در عصر سلیمان قانونی ساخته شد. این پل که در جنگ داخلی بوسنی تخریب شد مطابق با بنای اصلی خود بازسازی شد. این پل منحصربه‌فرد دو سوی شهر را در دو طرف «رود نارنتا» (Narenta) به هم مرتبط می‌سازد.
هم‌اکنون این مکان یکی از آثار ثبت شدهٔ در میراث جهانی یونسکو است.

## نگارخانه

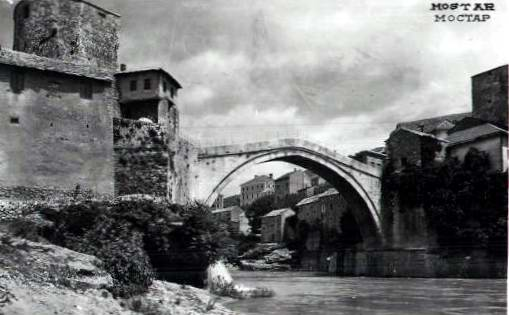
پل موستار در سال ۱۹۳۰
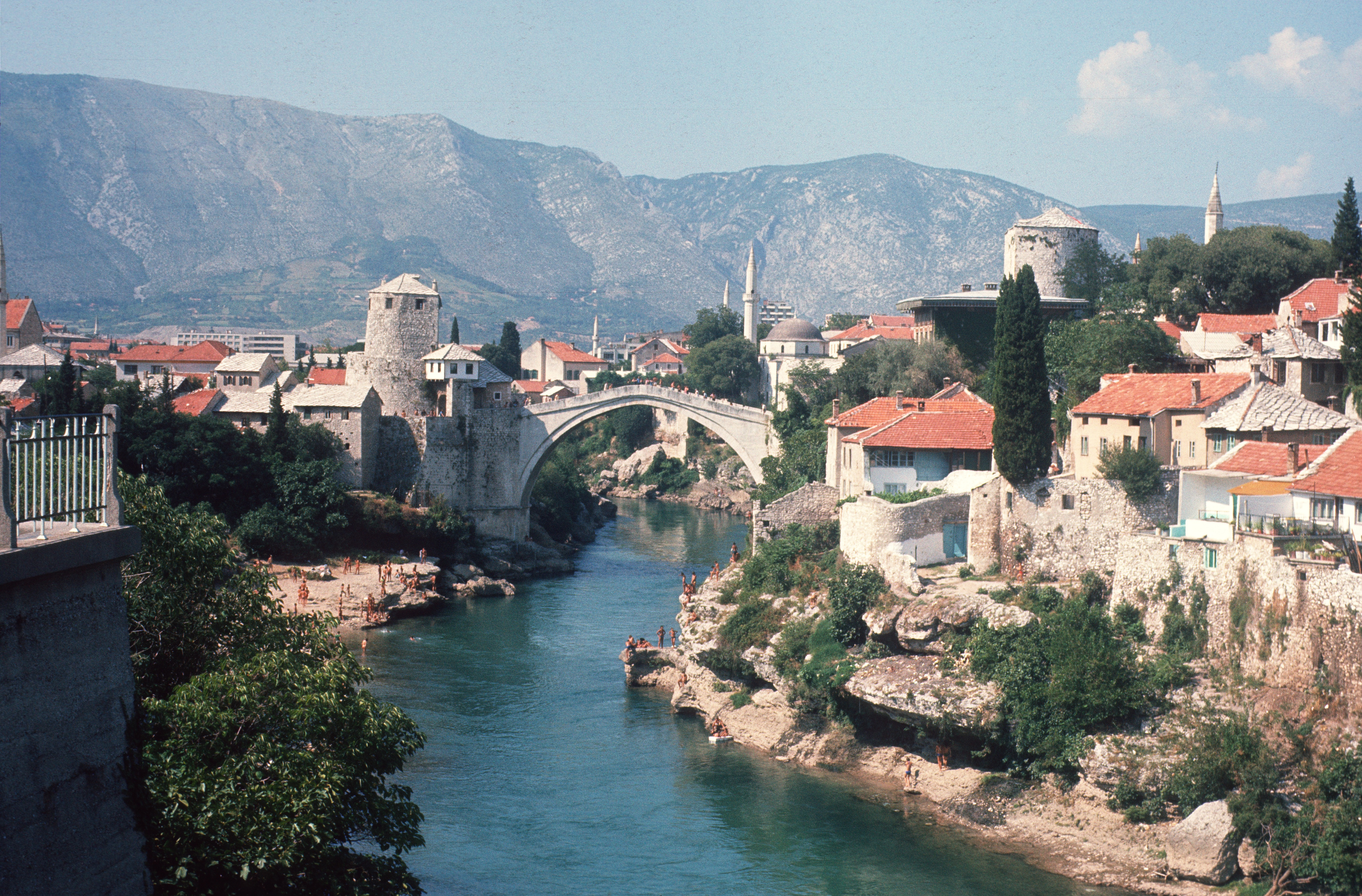
پل موستار در سال ۱۹۷۴
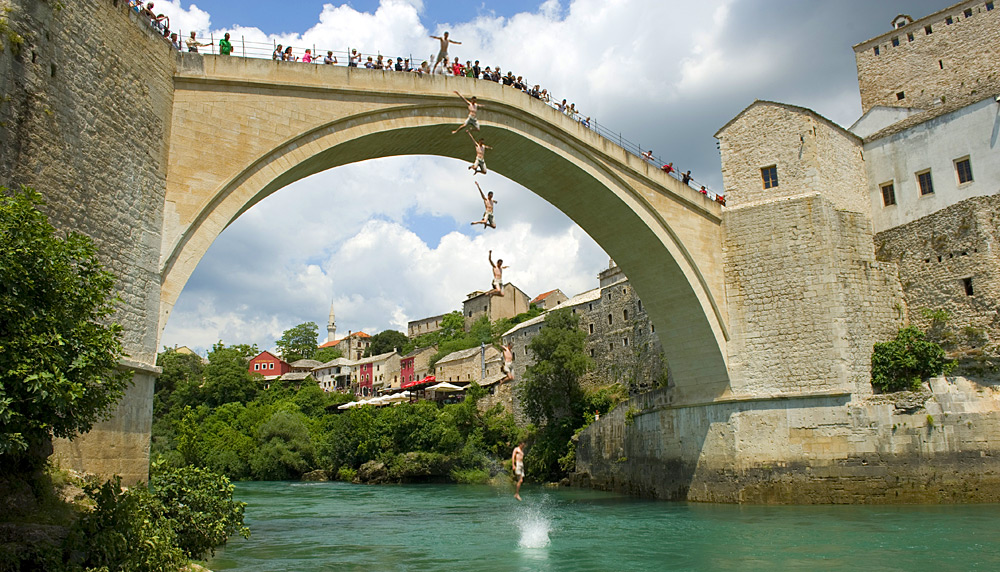
پل موستار پس از بازسازی ـ تصویر سال ۲۰۰۹
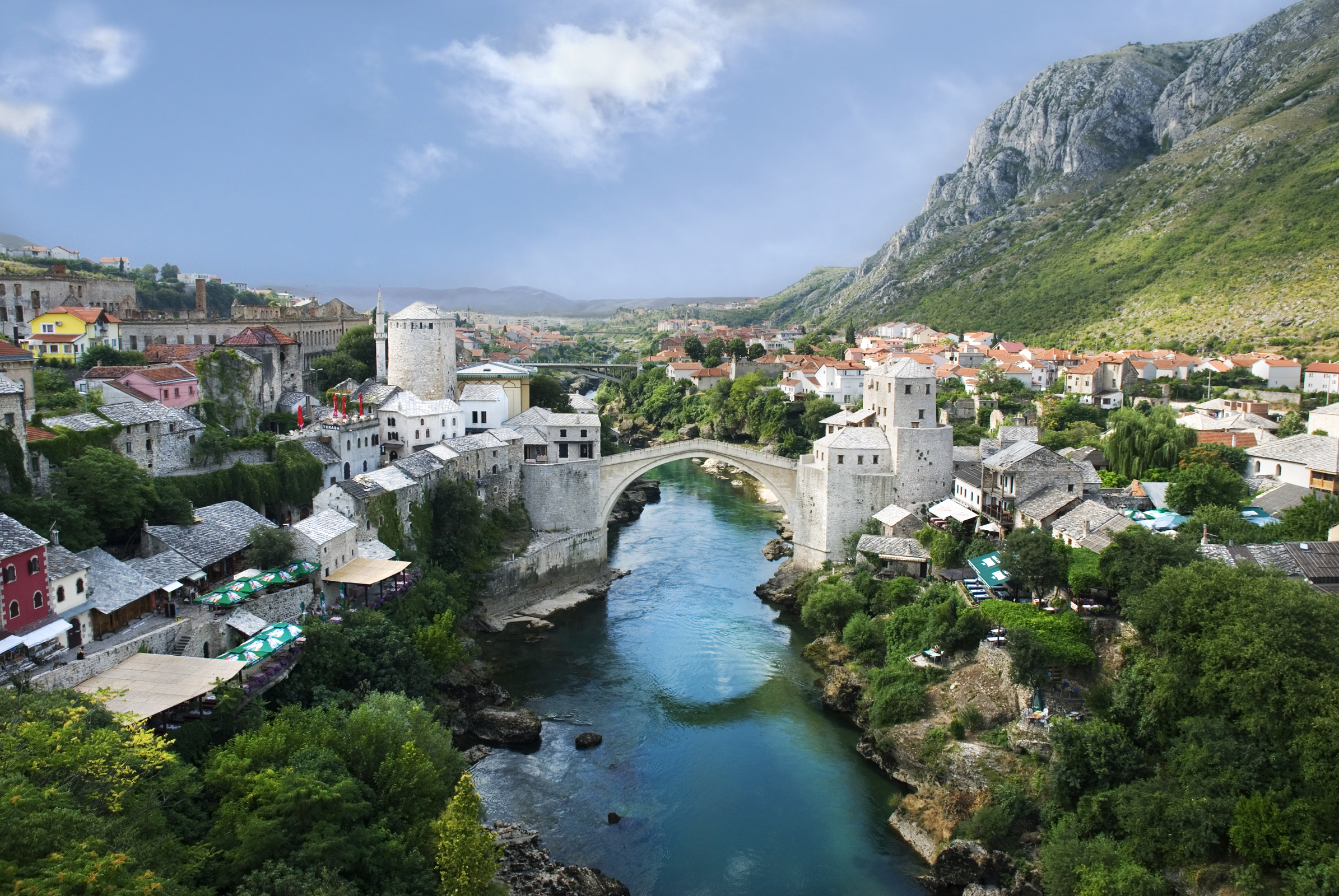
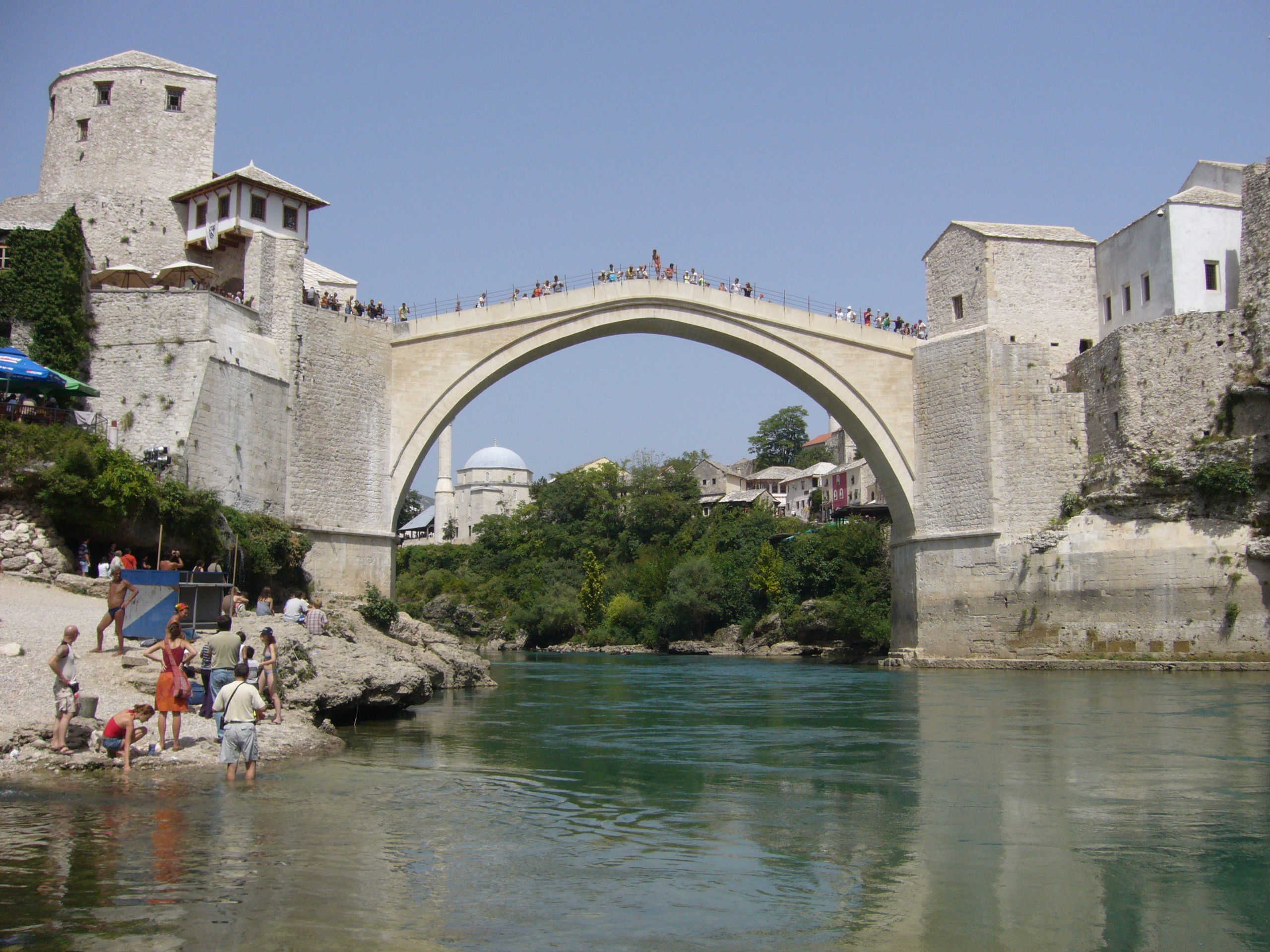
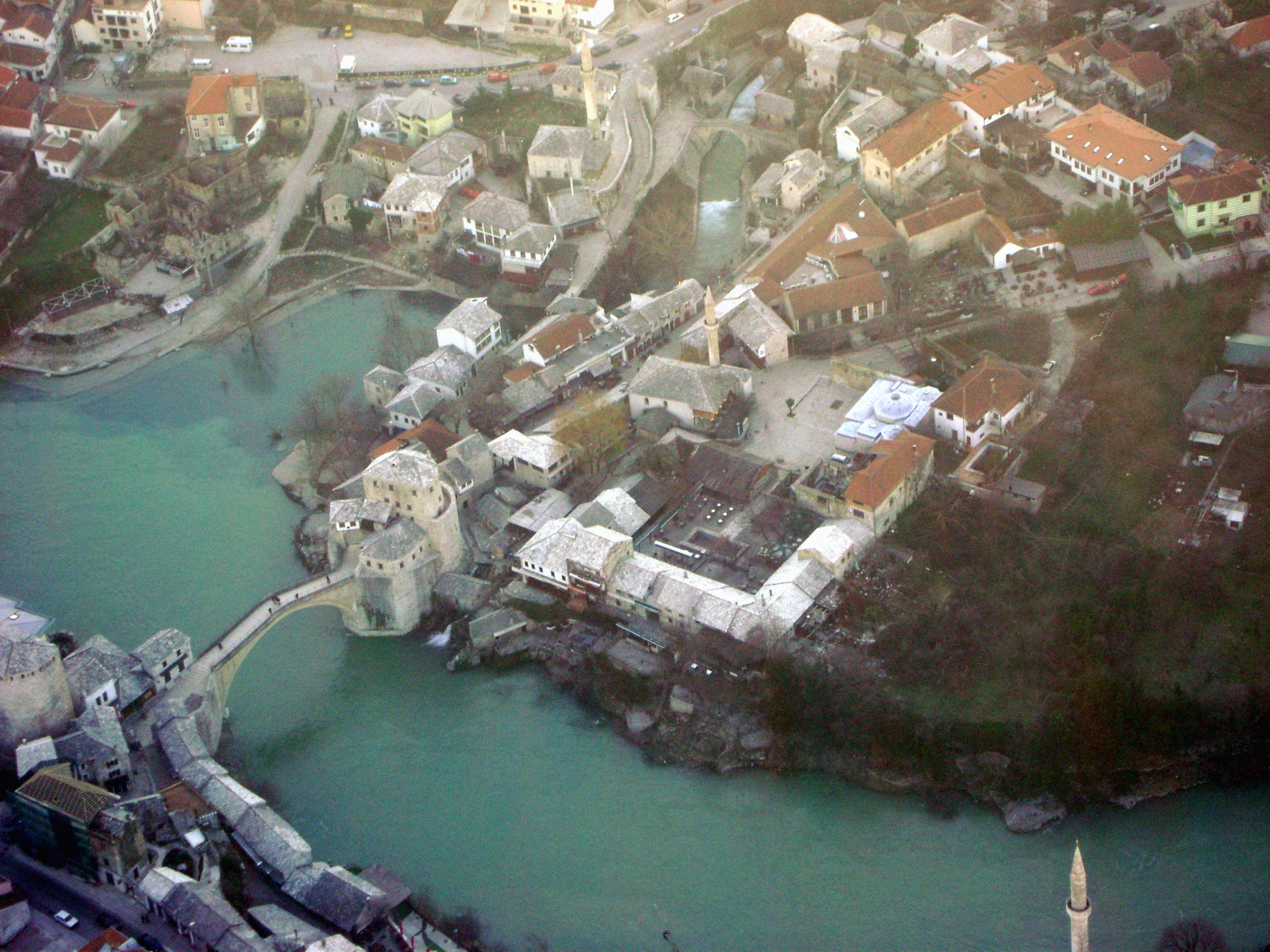
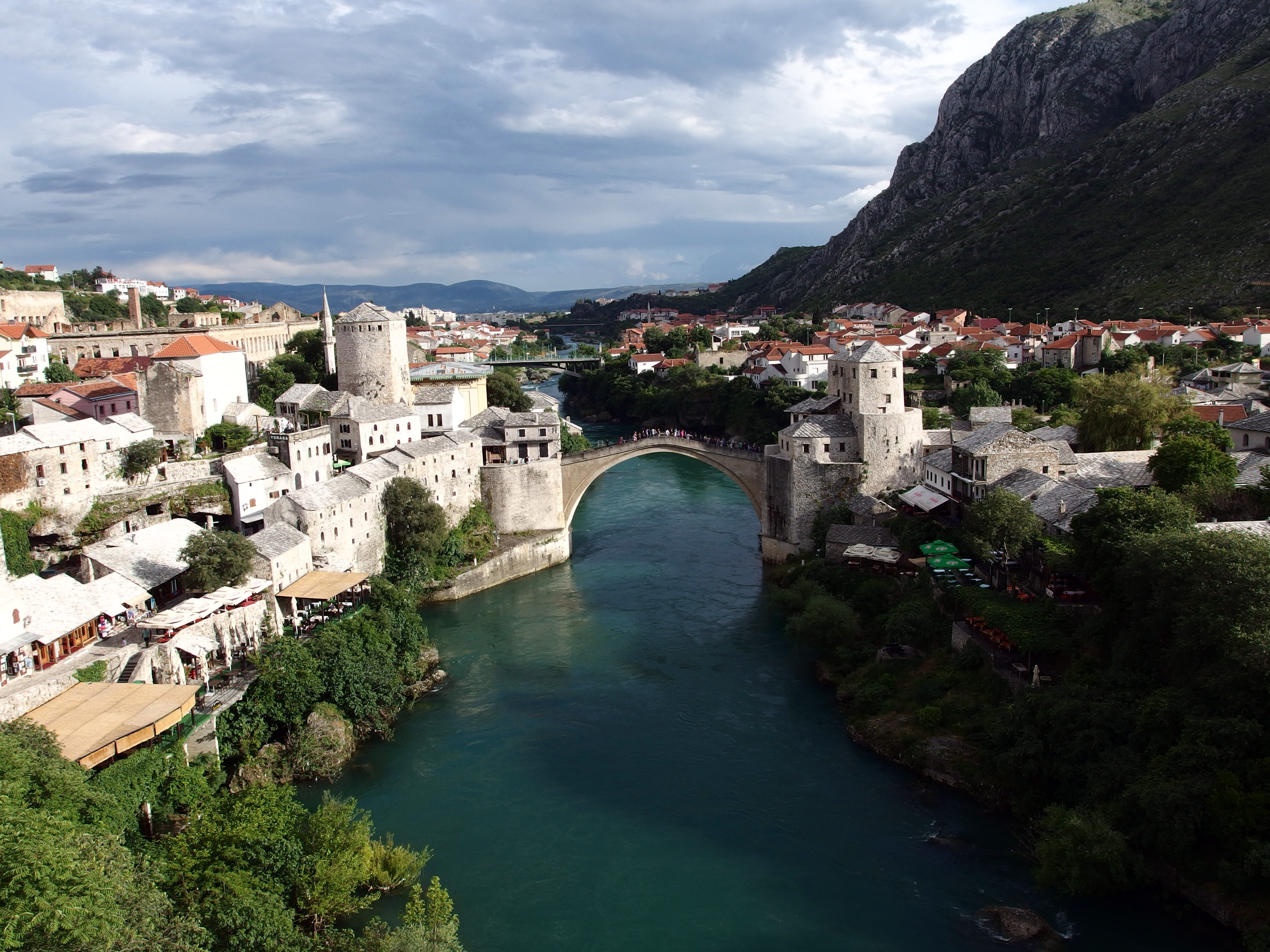